# Skipsea Castle Hill
Skipsea Castle Hill är ett slott i Storbritannien.   Det ligger i grevskapet East Riding of Yorkshire och riksdelen England, i den sydöstra delen av landet, 270 km norr om huvudstaden London. Skipsea Castle Hill ligger 5 meter över havet.
Terrängen runt Skipsea Castle Hill är mycket platt. Havet är nära Skipsea Castle Hill österut.  Närmaste större samhälle är Bridlington, 11,8 km norr om Skipsea Castle Hill. 